# Бертран Пикар
Бертран Пикар (на френски: Bertrand Piccard) е швейцарски психиатър, учен и пътешественик.

## Биография
Роден е на 1 март 1958 година в Лозана, Швейцария. Баща му е известният океанограф Жак Пикар.
През 1999 година швейцарският авантюрист прекарва във въздуха 19 дни в балон с горящ въздух и 32 резервоара пропан. Заедно с Брайън Джоунс стават първите хора, обиколили Земята с балон. Следващият му проект е наречен „Слънчев импулс“ – самолет, захранван не от гориво, а от Слънцето. Първият полет се осъществява през пролетта на 2009 г. 